# Женевиев Бюжо
Женевиѐв Бюжо̀ (на френски: Geneviève Bujold) е канадска актриса. 
Най-известна е с ролята си на английската кралица Ан Болейн, жена на Хенри VIII в периода (28 май 1533 – 19 май 1536) - във филма от 1969 г. „Хилядате дни на Ана“ (Anne of the Thousand Days - Анна от Хилядата дни), за който печели награда „Златен глобус за най-добра актриса в драма“ и получава номинация за „Оскар за най-добра женска роля“.

## Биография

### Произход и образование
Женевиев Бюжо е родена на 1 юли 1942 година в Монреал, Канада. Има френско-канадски произход, с далечни ирландски корени. Тя е дъщеря на Лорета (родена Кавана), камериерка,  и Джоузеф Фирмин Бюжо, шофьор на автобус.
Получава строго манастирско образование в продължение на 12 години, което не ѝ харесва. От манастира е изгонена за четене на пиесата „Фани“ от Марсел Паньол. (история за млада жена, която забременява извънбрачно от любимия си, след което се жени за друг, - по-богат и по-възрастен мъж, - като за по-подходящ родител).
Впоследствие изучава класиката на френския театър в Монреалската консерватория за драматично изкуство. От 1962 г. тя играе в театъра, след това работи в радиото и телевизията и в същото време дебютира в киното. Пробивът в нейната кариера е с роля във филма на Ален Рене „Войната свърши“, където си партнира с Ив Монтан.
След като постига успех, Бюжо се премества във Франция, където работи с режисьори като Филип де Брока и Луи Мал. Завръщайки се в края на 1960-те години в Канада, тя се омъжва за режисьора Пол Алмънд, по-късно участва в няколко от неговите филми, но двойката се разпада през 1973 година и на следната година се развеждат.
По-нататък Женевиев Бюжо живее в Малибу, Калифорния. Тя продължава филмовата си кариера, отдавайки предпочитание на роли в нискобюджетни продукции. От Алмънд актрисата има син на име Матю, а от Денис Хейстингс, дърводелец и строител, с когото има връзка между 1977 и 2017 г. - друг на име Еманюел.

## Избрана филмография
| година | филм     | оригинално заглавие | роля    | режисьор |
| ------ | -------- | ------------------- | ------- | -------- |
| 1967   | Крадецът | Le Voleur           | Шарлота | Луи Мал  |